# محمد خيي
محمد خيي (مواليد 1 نوفمبر 1960) هو ممثل مغربي، يُعتبر من بين أكثر الفنانين المغاربة حضورًا على الساحة الفنية، تميز في تشخيص أدوار الشر، وشارك في عدة أفلام ومسلسلات مغربية وأجنبية.

## النشأة
وُلد محمد خيي سنة 1960 بمدينة قلعة السراغنة، غادر رفقة عائلته في سن التاسعة إلى العاصمة الرباط حيث تابع دراسته الثانوية. أبدى منذ حداثة سنه شغفًا كبيرًا لفن المسرح، وموهبة قادمة في فن التمثيل. بدأ مشواره التكويني بالالتحاق بمدرسة عباس إبراهيم، التي تخرج منها العديد من الممثلين المغاربة المشهورين. 

## مسيرته الفنية
خلال فترة تدريبه، قام محمد خيي بتشخيص العديد من الأدوار التي نال عنها إعجاب الجمهور والنقاد على حد سواء. كان سعيه المستمر إلى تعميق معارفه في المجال الفني وإلى تطوير موهبته، مصدر نجاحه على خشبة المسرح بدءً من مسرحية الصعود إلى المنحدر الرمادي. وبعد ذلك بفترة قليلة، بدأت تنهال العروض عليه لتقديم أدوار مختلفة في عدد من الأفلام المغربية، منها دوره في فيلم حب في الدار البيضاء لعبد القادر لقطع.
عمل محمد خيي تحت إدارة أغلب المخرجين السينمائيين المغاربة، ونال في العام 2007 جائزة أفضل ممثل في المهرجان الوطني للفيلم بطنجة عن دوره في سميرة في الضيعة للطيف لحلو. وفي سنة 2012، فاز بجائزة أفضل أداء رجالي في مهرجان «فيستيكاب» ببوروندي عن تشخيصه للدور الرئيس في فيلم عز العرب العلوي أندرومان. كما كانت له أدوار في العديد من الأفلام الأجنبية، منها دوره في فيلم علي بابا و الأربعين لصا لبيير أكنين (Pierre Aknine)، وعين النساء لرادو ميهايلينو، بالإضافة إلى عدد من الأفلام والمسلسلات التلفزيونية.

## أعماله

### أفلام
- 1991: حب في الدار البيضاء
- 1993: البحث عن زوج امرأتي
- 1995: آخر طلقة
- 2002: ولد الحمرية
- 2002: مذكرات وردية
- 2003: عطش
- 2003: المهمة
- 2003: ثمن الرحيل
- 2003: جوهرة بنت الحبس
- 2003: الحيرة
- 2003: رحيل البحر
- 2004: حتى إشعار آخر
- 2004: باب البحر طرفاية
- 2004: سيد الغابة
- 2004: موسم جاف
- 2005: باب المدينة
- 2005: ظل الجريمة
- 2005: طلب عمل
- 2006: بوكفة
- 2006: ياكور
- 2006: رأس الخيط
- 2006: ريح البحر
- 2007: طريق العيالات
- 2008: الطاحونة
- 2008: حجار الواد
- 2009: الدم المغدور
- 2009: الصالحة
- 2009: عشق البارود
- 2009: شمس الليل
- 2009: مسحوق الشيطان
- 2009: التذكرة رقم 13
- 2010: فاميلة جنب الحيط
- 2010: سميرة في الضيعة
- 2011: رياض المعطي
- 2011: بيت من زجاج
- 2011: القرصان الأبيض
- 2012: أندرومان
- 2012: عقاب
- 2012: عين النساء
- 2012: حياة في الوحل
- 2012: رشوة
- 2013: خارج التغطية
- 2012: كل ما يريده الرجال
- 2013: الصرخة الأخيرة
- 2014: زينب... زهرة أغمات
- 2014: أيام الغدر
- 2014: خيوط العنكبوت
- 2014: ولكم واسع النظر
- 2014: الصوت الخفي
- 2015: الشعيبية
- 2016: المسيرة الخضراء
- 2017: إشاعة
- 2018: وراء المرآة
- 2018: القرية المنسية
- 2019: التكريم
- 2022: امرأة في الظل
- 2023: شوك الورد

### مسلسلات
- 1993: الثمن
- 1999: أولاد الناس
- 2000: سرب الحمام
- 2001: جنان الكرمة
- 2002: صقر قريش
- 2010: ياك حنا جيران
- 2014: الغالية
- 2014: صدى الجدران
- 2015: حبال الريح
- 2016: القلب المجروح
- 2016: البانكلو
- 2017: حديدان في كليز
- 2017: اليتيمة
- 2017: دار الغزلان ج 2
- 2017: ولد صفية
- 2018: ولا عليك
- 2018: عين الحق
- 2018: ديسك حياتي
- 2018: نوارة
- 2019: الدنيا دوراة
- 2020: قضية العمر
- 2020: سلمات أبو البنات
- 2024: بين لقصور
- 2025: يوم ملقاك(مسلسل)

## روابط خارجية
- محمد خيي على موقع أرشيف الشارخ.
- محمد خيي على موقع IMDb (الإنجليزية)
- محمد خيي على موقع قاعدة بيانات الأفلام العربية
- محمد خيي على موقع ألو سيني (الفرنسية)
- محمد خيي على موقع ألو سيني (الفرنسية)
- محمد خيي على موقع أول موفي (الإنجليزية)
- محمد خيي على موقع كينوبويسك (الروسية)